# Anders Thyberg
Anders Johan Thyberg, född 3 december 1899 i Ånimskog, Älvsborgs län, död 10 juli 1980 i Göteborg, var en svensk målare och tecknare.
Han var son till folkskolläraren Frans Johan Thyberg och Lovisa Sandberg och gift med läraren Ester Jansson. Thyberg studerade målning för Carl Wilhelmson 1926 och för Sigfrid Ullman vid Valands målarskola i Göteborg 1931–1934. Därefter följde ett stort antal studieresor varvid han studerade vid Académie Scandinave 1934 och Académie de la Grande Chaumière 1937 samt självstudier i Sydfrankrike, Spanien och Estland. Separat ställde han bland annat ut i Gävle, Uppsala, Bollnäs och Åmål. Tillsammans med Åke Jönsson ställde han ut på Lorensbergs konstsalong 1957 och tillsammans med Alice Haxthausen ställde han ut i Bengtsfors 1964. Han medverkade i ett flertal av Dalslands konstförenings salonger i Åmål och i Sveriges allmänna konstförenings salong i Stockholm 1942, utställningen Dalslandsmålare på Göteborgs konsthall 1950 samt Göteborgs konstförenings Decemberutställningar och Liljevalchs Stockholmssalonger. Bland hans offentliga arbeten märks den större historiemålningen Lagman Torgny på tinget i Färgelanda folkhögskola. Hans konst består av figurer, porträtt och landskapsskildringar. Thyberg är representerad vid Gävle museum, Värmlands museum och Nationalmuseum.